# Coelus gracilis
Coelus gracilis é uma espécie de escaravelho da família Tenebrionidae.
É endémica dos Estados Unidos da América.